# ANKRD26
ANKRD26‏ (Ankyrin repeat domain 26) هوَ بروتين يُشَفر بواسطة جين ANKRD26 في الإنسان.